# Arteshābād
Arteshābād (persiska: ارتش آباد, سِكمِس آباد) är en ort i Iran.   Den ligger i provinsen Qazvin, i den nordvästra delen av landet, 180 km väster om huvudstaden Teheran. Arteshābād ligger 1 745 meter över havet och antalet invånare är 659.
Terrängen runt Arteshābād är varierad. Arteshābād ligger nere i en dal.Runt Arteshābād är det ganska tätbefolkat, med 108 invånare per kvadratkilometer. Närmaste större samhälle är Ābgarm, 16,5 km nordväst om Arteshābād. Trakten runt Arteshābād består i huvudsak av gräsmarker.